# Васильев, Дмитрий Владимирович (дирижёр)
Дмитрий Владимирович Васильев (род. 12 ноября 1972, Большой Камень, Приморский край) — дирижер и художественный руководитель Омского академического симфонического оркестра. Заслуженный деятель культуры Омской области.

## Биография
Дмитрий Владимирович Васильев родился 12 ноября 1972 года в городе Большой Камень Приморского края. Его отец — художник, мама — музыкант. Дмитрий Васильев стал учиться в музыкальной школе по классу баяна.
Получил образование в Ростовской (1991 — 1996) и Нижегородской (1996 — 1999) консерваториях. Его наставником в ассистентуре-стажировке Нижегородской государственной консерватории был профессор А. Скульский. Занимался на мастер-классах в Московской государственной консерватории у профессора А. Ведерникова.
Дмитрий Васильев руководил созданием Тамбовского симфонического оркестра, был художественным руководителем проведения Международных фестивалей им. С. В. Рахманинова, фестивалей «Музыканты Тамбова», «Музыкальная провинция».
С 1997 по 2002 год он преподавал в Тамбовском государственном музыкально-педагогическом институте. С 2002 по 2005 год был преподавателем Тамбовского государственного университета.
В 2002 году Дмитрий Васильев получил Грант Президента Российской Федерации.
В 2003 году получил Диплом IV Международного конкурса им. С. С. Прокофьева в Санкт-Петербурге. С 2003 по 2005 годы — главный приглашённый дирижёр Сочинского симфонического оркестра. Выступал с оркестрами Москвы, Санкт-Петербурга, Саратова, Кисловодска, Нижнего Новгорода, Ростова-на-Дону. В 2005 году Дмитрия Васильева пригласили на должность главного дирижёра Омского академического симфонического оркестра.
В 2006 году стал вести преподавательскую деятельность в Омском государственном университете им. Ф. М. Достоевского. Под его художественным руководством в Омске проходят биеннале «Фестиваль Новой Музыки» (с 2008 года), ежегодный фестиваль «Белая симфония», конкурс юных исполнителей «Солист оркестра».
В 2009 году Омский симфонический оркестр под руководством дирижёра Дмитрия Васильева принял участие в VI фестивале оркестров мира в Москве.
Дирижер сотрудничает с ведущими коллективами России, среди которых: ГАСО России им. Е. Ф. Светланова, Национальный Филармонический Оркестр России, МГАСО под управлением Павла Когана, АСО Московской государственной академической филармонии, Государственная академическая симфоническая капелла России, Академическая хоровая капелла России им. А. А. Юрлова, Государственный академический русский хор имени А. В. Свешникова, Академический Симфонический Оркестр Нижегородской филармонии, АСО Ростовской филармонии, АСО Воронежской филармонии, АСО Самарской государственной филармонии, АСО Петрозаводской филармонии, Академический Симфонический Оркестр им. В. И. Сафонова, АСО Ульяновской филармонии, АСО Саратовской филармонии, Уральским академическим филармоническим оркестром, а также с симфоническими оркестрами филармоний Белгорода, Томска, Хабаровска, Владивостока, Тюмени и других городов России. За рубежом выступает с оркестрами Италии, Израиля, Польши, Южной Кореи, Китая.
Среди солистов, с которыми выступал Д.Васильев, виолончелист Миша Майский, пианисты Даниил Трифонов, Денис Мацуев, Марк-Андре Амелин, Николай Петров, Элисо Вирсаладзе, Борис Березовский, Фредди Кемпф, скрипачи Вадим Репин, Саяка Сёдзи, Пьер Амуайяль, трубач Сергей Накаряков, сопрано Хибла Герзмава и другие.
В творческом багаже дирижера мировые премьеры сочинений С. Губайдулиной, М. Вайнберга, Е. Подгайца, А. Чайковского, А. Караманова, В. Шебалина, М. Броннера, И. Хейфеца, А. Танонова, А. Тихомирова, Т. Шахиди, Ф.Спрэтли,
А. Хубеева, О. Викторовой, а также российские премьеры сочинений
Ф. Гласса, Дж. Корильяно,
К. Дженкинса, Дж. Адамса,
К. Роуза,
Д. Курляндского, Б. Юсупова, Э. Тубина,
Ч. Стэнфорда и многих других авторов.
17 мая 2017 года Дмитрию Васильеву присвоено звание «Заслуженный деятель культуры Омской области»
В 2018 и 2024 годах являлся доверенным лицом кандидата в президента России В. В. Путина

## Семья
- Отец — Васильев Владимир Иосифович (р. в 1951), художник-маринист, создатель герба города Большой Камень[37].
- Мать — Васильева Наталья Ивановна (р. в 1952), музыкант, баянист, создатель и руководитель ансамбля русских народных инструментов «Околица», Заслуженный работник культуры РФ, Почётный житель города Большой Камень[38].
- Жена — Марина Игоревна Костерина (р. в 1981), пианистка, лауреат международных конкурсов, преподаватель РАМ им. Гнесиных (2009 — 2014), солистка Омской филармонии (с 2014)[39].
- Дети
  - Софья (р. в 2003) — окончила Тамбовский педагогический колледж в 2023 году.
  - Вероника (р. в 2014) — учится в музыкальной школе по классу скрипки, фортепиано и вокала.

## Дискография
- 2002 — Чарльз Вильерс Стэнфорд. Концерт для фортепиано No. 2 в си миноре, Op. 126
- 2012 — Виссарион Шебалин. Оркестровая музыка. Часть 1
- 2013 — Филип Спрэтли. Оркестровая музыка. Часть 2
- 2014 — Вольдемар Баргиль. Музыка для симфонического оркестра. Часть 1
- 2014 — Мечислав Вайнберг. Музыка для оркестра
- 2015 — Мечислав Вайнберг. Оркестровая музыка. Часть 2
- 2015 — Аркадий Шилклопер. Владелец одинокого рога (симфонический трибьют группе «Yes»)
- 2019 — Юлиус Биттнер. Оркестровая музыка. Часть 1
- 2020 — Виссарион Шебалин. Оркестровая музыка. Часть 2
- 2020 — Стив Элкок. Оркестровая музыка. Часть 2 (Toccata Classics, TOCC0445, Великобритания)[40]
- 2021 — Александр Чайковский: Оркестровая музыка. Часть 1 (Toccata Classics, TOCC0587, Великобритания)[41]
- 2022 — Стив Элкок. Оркестровая музыка. Часть 3 (Toccata Classics, TOCC0616, Великобритания)[42]

## Награды и премии
- 2003 — Диплом IV Международного конкурса дирижеров им. С. С. Прокофьева в Санкт-Петербурге.
- 2017 — Заслуженный деятель культуры Омской области.

## Интересные факты
- В 24 года стал самым молодым художественным руководителем и главным дирижёром симфонического оркестра в России.
- Был факелоносцем Олимпиады в Сочи[4].
- В июне 2014 года британский критик Норман Лебрехт и журнал Sinfini Music оценили CD[43] с записью 21-й симфонии и «Польскими напевами» Мечислава Вайнберга как «Альбом недели»[8].
- В феврале 2023 года снялся со своей супругой, солисткой Омской филармонии, Мариной Костериной в клипе «Снежинки», который вышел на «Омском музыкальном канале».